# Opus vermiculatum
Opus vermiculatum je metoda polaganja mozaičnih teser za poudarjanje obrisa okoli predmeta. To je lahko ena ali več vrstic in lahko zagotavlja tudi kontrast ozadja, npr. kot senca, včasih z opus tessellatum. Ustvarjen obris je pogosto svetel in zamaknjen s temnim ozadjem za večji kontrast. Ime opus vermiculatum dobesedno pomeni 'črvu podobno delo' in je opisano kot ena najzahtevnejših in dovršenih oblik mozaičnega dela. Običajno je opus vermiculatum namenjen poudarjanju glavne zasnove in podrobnosti v ospredju dela z uporabo gladkega in tekočega halo učinka. Včasih so ga uporabljali le okoli glave figure. Uporabljene tesere so bile pogosto kvadratne, vendar so bile lahko različno oblikovane.

## Zgodovina
Opus vermiculatum izvira iz Grčije, kasneje kot druge mozaične metode. Najzgodnejši znani primer je Sofilov mozaik iz Thmuisa, ki je datiran v leto okoli 200 pr. n. št. Metoda se je razširila po vsem helenističnem svetu; na primer velik korpus ohranjenih primerkov, najdenih na otoku Delos. V Egiptu so ga uporabljali za okrasitev grobnic od poznega 3. do 1. stoletja pr. n. št., v Siriji pa se je ohranil tudi pozneje. Nilski mozaik iz Palestrine ima zelo prefinjeno uporabo barv in kaže napreden razvoj. To lahko pomeni, da je tehnika temeljila na slikah.
V 1. stoletju pred našim štetjem je skupaj z drugimi mozaičnimi metodami dosegel Italijo. Veliko lepih primerov tega sloga so našli v Pompejih. Zlasti eno izjemno delo prikazuje ključni prizor v bitki pri Isu in je bilo verjetno kopirano iz grške slike ali freske iz 4. stoletja pr. n. št. Uporaba opus vermiculatum se je zmanjšala po 1. stoletju našega štetja, vendar se je še naprej uporabljala za lepše rimske mozaike do 4. stoletja. Do takrat so mozaiki postajali vse bolj impresionistični in izkoriščali kristalni odsev teser, ki je bil bolj primeren za opus tessellatum. Sčasoma je bil zaradi tega sloga popolnoma opuščen.